# Субо
Субо (нем. Souboz) — бывшая коммуна в Швейцарии, в кантоне Берн. 
До 2009 года входила в состав округа Мутье, с 2010 года — в округ Бернская Юра. 1 января 2015 года объединена с коммунами Шатла, Сорнетан и Монибль в новую коммуну Пти-Валь.
Население составляет 131 человек (на 31 декабря 2006 года). Официальный код — 0712.

## История
Первое упоминание в 1398 году как Subol..